# Peter Weening
Pieter (Peter) Frederik Weening (Linschoten, 30 mei 1955) is de voormalig muziekprogrammeur van het Groningse poppodium Vera. Hij vervulde deze functie van 1980 tot 2021.

## Biografie
Weening is geboren in Linschoten, woonde als kind een tijdje in het Zeeuwse Walcheren om vervolgens te verhuizen naar het Friese Burum. Na zijn middelbareschooltijd en dienstplicht ging hij rechten studeren in Groningen, waar hij in 1977 in aanraking kwam met Vera. Vera was toen nog een jongerencentrum, met zowel politieke als culturele aspecten. Weening ging in 1978 aan het werk als tapper in het centrum, een jaar later als dj en in 1980 trad hij voor een jaar toe tot het bestuur van Vera. Op 1 juli 1980 werd hij als vrijwilliger muziekprogrammeur van het culturele deel van het centrum. 
In de jaren 1970 werden er voornamelijk jazz- en bluesacts geboekt bij Vera. Onder Weening kwam er een wissel in de muziekstijl, waar hij vooral focuste op artiesten uit het genres new wave en postpunk. In zijn eerste jaren boekte hij onder andere The Birthday Party, Bauhaus, Cocteau Twins, Deutsch-Amerikanische Freundschaft, Dead Can Dance, Echo & The Bunnymen, Killing Joke, The Sound en The Sisters of Mercy. Toen in de jaren 1980 genres als grunge, trashmetal en noiserock opkwam, legde Weening ook steeds meer de focus hierop. Hij wist grote namen als Slayer, Swans, Sonic Youth, Nirvana, At the Drive-In en Pearl Jam te boeken nog voordat ze internationaal waren doorgebroken. Weening schreef ook voor de Vera Krant, waarin hij zijn eigen Trash That Beat-hitlijst opstelde.
Midden jaren 1980 werd Vera onder Weenings beleid officieel een poppodium. In 1994 kwam Weening in dienst bij Vera, en hoefde hij niet meer te leven van een uitkering. In de jaren erna kwamen verschillende rockartiesten naar Vera; danceacts werden door Weening niet geboekt, omdat hij vond dat dit niet bij het poppodium paste. In 2003 werd Vera uitgeroepen tot Beste Poppodium van Nederland. Weening kreeg in 2018 een erepenning van de stad Groningen voor zijn werk bij Vera en de Lifetime Achievement Award van de Vereniging Nederlandse Poppodia en -Festivals. Hij was uiteindelijk tot 2021, 41 jaar lang, programmeur. Hij ging toen met pensioen. Andere grote acts die hij in de latere jaren wist te boeken, zijn U2, Hole, Beck, dEUS, The White Stripes, Franz Ferdinand en Dua Lipa. In totaal boekte hij 7468 acts. Op het Popgala Noord tijdens ESNS 2022 kreeg hij een lifetime achievement award en kort daarna werd hij benoemd tot ridder in de Orde van Oranje-Nassau voor zijn bijdrage aan de Groningse popcultuur.
Naast zijn functie als programmeur, maakte Weening van 2021 tot 2023 de podcast Trash That Podcast, met Mark Lada van traumahelikopter. Hierin besprak hij de acts die over de jaren heen in de Trash That Beat-hitlijst hebben gestaan. In 2023 werd hij voorzitter van voetbalclub DIO Groningen, waar hij van 1996 tot 2015 op amateurniveau speelde en vanaf 2015 scheidsrechter was.